# Tanjangawan
Tanjangawan is een bestuurslaag in het regentschap Gresik van de provincie Oost-Java, Indonesië. Tanjangawan telt 1337 inwoners (volkstelling 2010).